# Ryuji Umeda

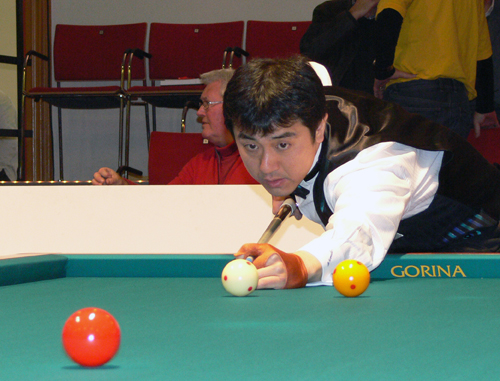

Ryuji Umeda (梅田 竜二, Umeda Ryūji)  (Shibuya, 22 oktober 1968) is een Japans carambolebiljarter die gespecialiseerd is in het driebanden. Hij eindigde op de Aziatische Spelen in 1998 in het driebanden als tweede achter zijn landgenoot Akio Shimada. In 2006 won hij dat toernooi door Anh Vu Duong uit Vietnam te verslaan.
Umeda won in 2007 het wereldkampioenschap driebanden door Dani Sánchez te verslaan. Daarmee werd hij de tweede Aziatische winnaar na Nobuaki Kobayashi (de winnaar in 1974 en 1984).